# Шапел Форенвилије
Шапел Форенвилије (фр. Chapelle-Forainvilliers) насеље је и општина у централној Француској у региону Центар (регион), у департману Ер и Лоар која припада префектури Дре.
По подацима из 2011. године у општини је живело 172 становника, а густина насељености је износила 31,97 становника/km². Општина се простире на површини од 5,38 km². Налази се на средњој надморској висини од 220 метара (максималној 136 m, а минималној 118 m).

## Демографија
| 1962. | 1968. | 1975. | 1982. | 1990. | 1999. | 2011. |
| ----- | ----- | ----- | ----- | ----- | ----- | ----- |
| 49    | 70    | 95    | 77    | 120   | 169   | 172   |

График промене броја становника у току последњих година